# Лакіза Артем Вікторович
Артем Вікторович Лакіза (рос. Артём Викторович Лакиза; 2 липня 1987, м. Барнаул, СРСР) — казахський хокеїст, захисник. Виступає за «Барис» (Астана) у Континентальній хокейній лізі. 
Виступав за «Мотор» (Барнаул), «Казахмис» (Сатпаєв), «Барис» (Астана). 
У складі національної збірної Казахстану учасник чемпіонатів світу 2007 (дивізіон I), 2008 (дивізіон I), 2009 (дивізіон I) і 2011 (дивізіон I). У складі молодіжної збірної Казахстану учасник чемпіонатів світу 2006 (дивізіон I) і 2007 (дивізіон I).